# Прекамбријски зечеви
„Прекамбријски зечеви” или „фосилни зечеви у прекамбријуму” је израз који се наводи као илустративан пример потенцијалног открића које би оповргло теорију еволуције. Овај пример је наводно уз разне друге дао биолог Џ. Б. С. Халдејн када је упитан какав доказ би могао да уништи његово поверење у теорију еволуције.
Неки извори користе овај одговор да оповргну тврдње да теорија еволуције није порецива било каквим емпиријским доказима. Ова дебата је уследила након идеје филозофа Карла Попера да је порецивост суштинско својство сваке научне теорије. И сам Попер је износио сумње о научном статусу теорије еволуције, мада је он касније закључио да је ова област истраживања заиста научна у својој природи.
Зечеви су сисари. Из перспективе филозофије науке, није извесно да би истинско откриће фосила сисара у прекамбријским стенама истог тренутка побило теорију еволуције, али уколико би било аутентично, такво откриће би указало на озбиљне грешке у модерном разумевању еволуционог процеса. Сисари су класа животиња чија појава је у геолошкој временској скали датирана много касније од прекамбријума. Геолошки налази показују да иако су се први прави сисари појавили у периоду тријаса, модерни редови сисара су се појавили у епохама палеоцен и еоцен палеогенског периода. Овај период је од прекамбријума удаљен стотинама милиона година..

## Порекло израза
Неколико аутора је навело да је Џ. Б. С. Халдејн (1892–1964) рекао да би откриће фосила зеца у прекамбријским стенама било довољно да уништи његову веру у еволуцију. Међутим, ове референце су из 1990их или новије. 1996. Мајкл Џ. Бентон је цитирао издање књиге „Еволуција” зоолога Марка Ридлија из 1993, Ричард Докинс је 2005. написао да је Халдејн одговарао на изазов „поперијснског зилота”. 2004. Рича Арора је написала да је ову причу испричао Џон Мајнард Смит (1920–2004) у телевизијском програму. Џон Мајнард Смит је приписао овај израз Халдејну у разговору са еволуционим биологом Полом Харвијем у раним 1970им.

## Теоријска позадина
Филозоф Карл Попер је сматрао да сваки научни исказ мора бити порецив, што значи да мора бити могуће макар замислити неки поновљиви експеримент или опсервацију чији би исход могао да оповргне хипотезу. Попер је првобитно сматрао да је Дарвинова теорија природне селекције (често описивана као „опстанак најприлагођенијих”) непроверљива у овом смислу, и стога „готово таутологична” Попер је касније променио своје мишљење, закључивши да је теорија природне селекције порецива и да је чак пример самог Дарвина о пауновом репу оповргао једну њену екстремну варијацију, по којој је сва еволуција вођена природном селекцијом. Иако је 1978. Попер написао да су се његове раније критике односиле специфично на теорију природне селекције, у предавањима и чланцима од 1949. до 1974, тврдио је да је „дарвинизам” или „Дарвинова теорија еволуције” „метафизички програм истраживања” јер није порецив. У ствари, Попер је наставио да изражава незадовољство у вези са савременим закључцима теорије еволуције који су се фокусирали на популациону генетику, студију релативних фреквенција алела (различитих облика истог гена). Међутим, нека од прилагођавања која је он предлагао су личила на ламаркизам или салтационизам, еволуционе теорије које су и тада а и сада сматране превазиђеним, и стога су еволуциони биолози занемарили његове критике. 1981. Попер се жалио да је погрешно интерпретирано да је рекао да „историјске науке” попут палеонтологије или историје еволуције живота на Земљи нису праве науке, а да је у ствари он веровао да ове науке могу да произведу порецива предвиђања.
Додатна конфузија је настала 1980–1981, када је дошло до дугачке дебате у часопису Nature о научном статусу теорије еволуције. Конкретно, расправа је била о природи и факторима који су утицали на јединицу селекције у геному, где је једна страна тврдила да се ради о природној селекцији, а друга да се ради о неутралној мутацији. Ниједна од страна није озбиљно сумњала да је теорија по својој природи научна, па чак ни да је у складу са актуелним научним сазнањима тачна. Неки учесници у расправи су се противили исказима који су представљали теорију еволуције као апсолутну догму, уместо као хипотезу која се до сада показала врло добро, и обе стране су цитирале Попера како би доказале своје тврдње. Критичари теорије еволуције попут Филипа Џонсона су ово искористили као прилику да прогласе да је теорија еволуције ненаучна.

## Да ли би анахронистични фосили оповргли теорију еволуције?
Еволуциони биолог Ричард Докинс је рекао да би откриће фосила сисара у прекамбријским стенама „у потпуности разорило еволуцију”. Филозоф Питер Годфреј-Смит са друге стране сумња да би један скуп анахронистичних фосила, па чак и фосила зеца у прекамбријуму аутоматски оповргао теорију еволуције. Прво питање које би се поставило након таквог открића је да ли је наводни „прекамбријски зец” заиста фосилизовани зец. Поред нетачне идентификације „фосила” могуће је и нетачно датирање стена, као и превара попут оне са пилтдаунским човеком. Чак и ако би „прекамбријски зец” био аутентичан, ово не би одмах оповргло целу теорију еволуције, јер та теорија представља велику скупину идеја, укључујући ту да је живот на Земљи еволуирао током милијарди година; да је та еволуција била вођена одређеним механизмима; и да су ти механизми произвели специфично „породично ставло” које дефинише односе између врста и редослед у коме су се те врсте појављивале. Стога би „прекамбријски зец” доказао да постоји једна или више озбиљних грешака негде у том скупу идеја, и следећи корак би био да се идентификују те грешке.
Бентон је истакао да научници често, привремено, морају да прихвате истовремено постојање различитих хипотеза од којих свака објашњава велике делове—али не све—релевантне уочене податке.

## Најстарији зец
Најстарији познати фосили зечева потичу из еоцена, епохе која је трајала од отприлике пре 56 милиона година до пре 33,9 милиона година. Припадници рода Gomphos су означени као филогенијски родоначелници реда двозубаца зечева. Тренутно најстарији Gomphos је G. elkema откривен 2008. у Гуџарату у Индији. Старост овог фосила је датирана на 53 милиона година.